# Wishaw, Warwickshire
Wishaw är en ort och civil parish i Storbritannien. Den ligger i grevskapet Warwickshire och riksdelen England, i den södra delen av landet, 160 km nordväst om huvudstaden London. Wishaw ligger 92 meter över havet och antalet invånare är 165.
Terrängen runt Wishaw är platt. Runt Wishaw är det tätbefolkat, med 819 invånare per kvadratkilometer. Närmaste större samhälle är Birmingham, 12,8 km sydväst om Wishaw. Trakten runt Wishaw består till största delen av jordbruksmark.